# Chinesischer Spitzmausmaulwurf
Der Chinesische Spitzmausmaulwurf (Uropsilus gracilis) ist eine Säugetierart aus der Gattung der Spitzmausmaulwürfe (Uropsilus) innerhalb der Maulwürfe (Talpidae). Er bewohnt ein vergleichsweise großes Gebiet, das sich vom zentralen bis in den südwestlichen Bereich von China erstreckt. Die Tiere leben in Gebirgsregionen und nutzen hauptsächlich bewaldete, zum Teil aber auch tundrenartige Landschaften. Mit Ausnahme eine bodenbewohnenden Lebensweise und einer Ernährung von Wirbellosen ist kaum etwas über die Biologie der Art bekannt. Wie alle Spitzmausmaulwürfe zeigt der Chinesische Spitzmausmaulwurf äußerlich Übereinstimmungen mit Spitzmäusen und besitzt daher einen langen Körper, einen ebensolchen Schwanz, eine spitze Schnauze und sichtbare Ohren. Typisch für die Art sind die braune Fellfarbe und der charakteristische Gebissaufbau. Wissenschaftlich benannt wurde der Chinesische Spitzmausmaulwurf im Jahr 1911. Teilweise wiesen ihm Wissenschaftler auch andere Vertreter der Gattung zu. Genetische Studien zeigten aber, dass letztere zumeist eigenständig sind, ersterer zudem mehrere kryptische Arten einschließt. Der Bestand gilt als nicht bedroht.

## Merkmale

### Habitus
Der Chinesische Spitzmausmaulwurf erreicht eine Kopf-Rumpf-Länge von 6,6 bis 8,4 cm und eine Schwanzlänge von 5,5 bis 7,8 cm. Die Hinterfußlänge beträgt 1,4 bis 1,8 cm, die Ohren sind 0,9 cm lang. Wie andere Spitzmausmaulwürfe auch ähneln die Tiere eher Spitzmäusen als den anderen, zumeist grabenden Maulwürfen. Hervorgerufen wird dies durch die allgemeine Körperform, die spitze, langgestreckte Schnauze und den langen Schwanz. Der Schwanz nimmt beim Chinesischen Spitzmausmaulwurf rund 91 % der Länge des restlichen Körpers ein. Das Rückenfell ist wie bei allen Arten der Gattung dunkelbraun gefärbt und wird als sepiafarben beschrieben. Es ist vergleichbar zu dem des Sichuan-Spitzmausmaulwurfs (Uropsilus soricipes), aber nicht so dunkel wie beim Anderson-Spitzmausmaulwurf (Uropsilus andersoni). Der Bauch hebt sich durch seine schiefergraue Tönung hervor. Hände und Füße sind eher hellbraun, der Schwanz zeigt sich einheitlich braun.

### Schädel- und Gebissmerkmale

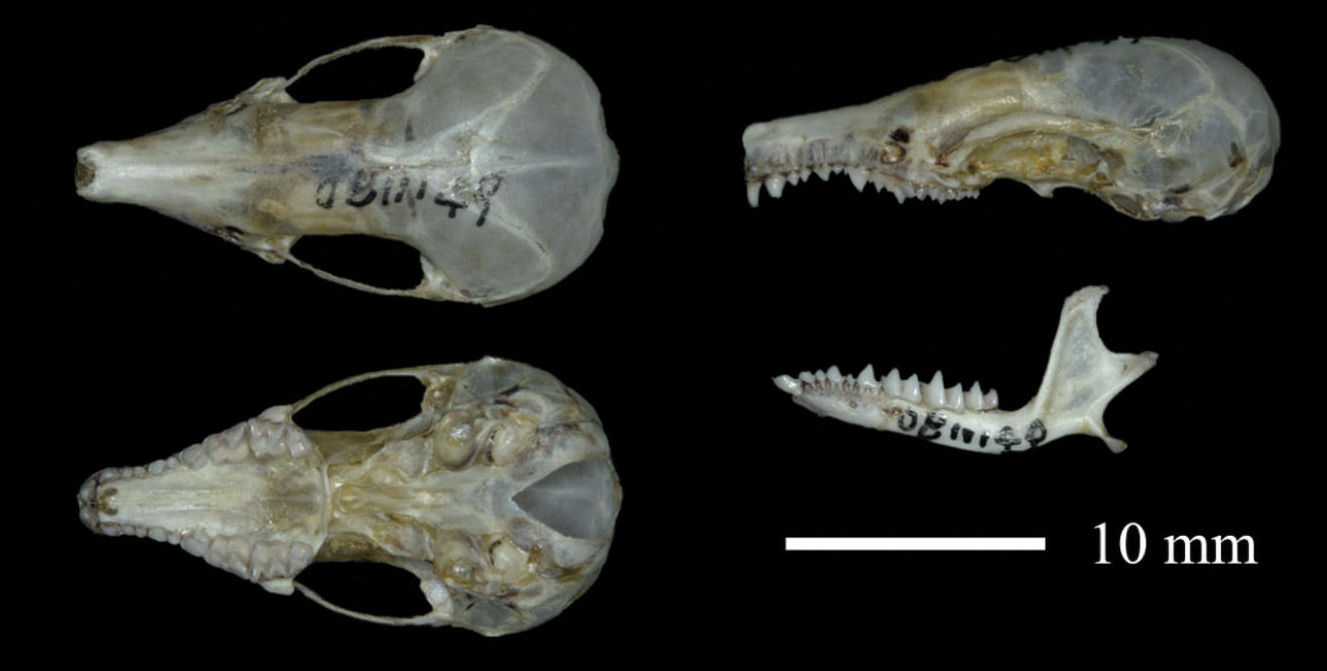
Schädel und Unterkiefer des Chinesischen Spitzmausmaulwurfs

Der Schädel wird 20,1 bis 22,9 mm lang, an den Warzenfortsätzen weist er eine Breite von 10,1 bis 12,4 mm auf, die Jochbögen stehen etwa 9,6 mm auseinander. An der Orbita verengt sich der Schädel auf 5,9 bis 6,3 mm Breite, das Rostrum ist 9,5 bis 12,1 mm breit, der Gaumen 9,2 bis 11,2 mm lang. Insgesamt zeigt sich der Schädel kürzer und schmaler als bei anderen Spitzmausmaulwürfen, auch ist der hintere Bereich weniger gewölbt. Das Gebiss verfügt über 38 Zähne mit folgender Zahnformel: {\displaystyle {\frac {2.1.4.3}{1.1.4.3}}}. Der Aufbau entspricht dem des Yunnan-Spitzmausmaulwurfs (Uropsilus investigator) sowie des Schwarzrücken-Spitzmausmaulwurf (Uropsilus atronates) und des Yulong-Spitzmausmaulwurfs (Uropsilus nivatus). Vom Anderson-Spitzmausmaulwurf mit einer gleich hohen Zahnanzahl unterscheidet sich das Gebiss durch einen fehlenden unteren Schneidezahn und einen zusätzlichen unteren Prämolar. Andere Arten der Spitzmausmaulwürfe haben im Vergleich dazu weniger Zähne. Der obere dritte Prämolar, der beim Sichuan-Spitzmausmaulwurf nicht ausgebildet und beim Anderson-Spitzmausmaulwurf sehr klein ist, erreicht beim Chinesischen Spitzmausmaulwurf etwa die Ausmaße des ersten Vormahlzahns. Der zweite untere Prämolar ist der kleinste Zahn der unteren Gebisshälfte. Die obere Zahnreihe misst 8,9 bis 10,7 mm in der Länge, die untere rund 8,1 mm.

### Genetische Merkmale
Das vollständige Mitogenom des Chinesischen Spitzmausmaulwurfs umfasst 16.536 Basenpaare. Unter anderem besteht dabei der D-Loop-Bereich aus 1069, das Cytochrom b aus 1140 und der Abschnitt der Cytochrom-c-Reduktase 1 aus 1545 Basenpaaren.

## Verbreitung

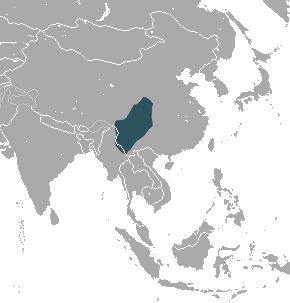
Verbreitungsgebiet des Chinesischen Spitzmausmaulwurfs

Der Chinesische Spitzmausmaulwurf kommt in Ostasien vor. Sein Verbreitungsgebiet befindet sich im zentralen und südwestlichen China. Es reicht von der regierungsunmittelbaren Stadt Chongqing im Nordosten über die angrenzenden Provinzen Sichuan und Guizhou bis nach Yunnan im Südwesten. Einige Populationen aus dem westlichen Hubei, dem zentralen und nördlichen Sichuan und dem zentralen und nordwestlichen Yunnan, die zumeist dem Chinesischen Spitzmausmaulwurf zugesprochen werden, repräsentieren genetischen Analysen zufolge kryptische Arten und sind daher wohl als eigenständige Formen anzusehen. Gleiches gilt für weitere Vorkommen überwiegend aus dem nördlichen Yunnan. Sie wurden forschungsgeschichtlich in den Chinesischen Spitzmausmaulwurf eingebunden, gelten aber heute mit dem Schwarzrücken-Spitzmausmaulwurf und dem Yulong-Spitzmausmaulwurf als unabhängig. Dadurch können auch einige im benachbarten Myanmar gefangene Tiere nicht mehr dem Chinesischen Spitzmausmaulwurf zugesprochen werden, sondern sind den beiden erstgenannten Arten, eventuell aber auch dem Yunnan-Spitzmausmaulwurf zuzuweisen, die genaue systematische Stellung wäre noch zu überprüfen. Als bevorzugte Habitate nutzt der Chinesische Spitzmausmaulwurf Mischwälder der Hochgebirge, häufig oberhalb der Rhododendron-Zone aufwärts bis zur Baumgrenze. Letztere befindet sich je nach landschaftlicher Gegebenheit in 3000 bis 4000 m Höhe über dem Meeresspiegel. Anders als die anderen Arten der Gattung bewohnen die Tiere auch Tundra-artige Lebensräume der alpinen Höhenstufe. Teilweise tritt der Chinesische Spitzmausmaulwurf sympatrisch mit dem Sichuan-Spitzmausmaulwurf auf, ist dann aber in höheren Lagen anzutreffen.

## Lebensweise
Über die Lebensweise des Chinesischen Spitzmausmaulwurfs ist wie bei allen Arten der Gattung kaum etwas bekannt. Wie die meisten Spitzmausmaulwürfe leben die Tiere am Boden und suchen dort im Blätterabfall nach Nahrung. Diese besteht vorwiegend aus kleinen Wirbellosen wie Insekten und Regenwürmern, teilweise fressen sie aber auch Pflanzen.

## Systematik
Der Chinesische Spitzmausmaulwurf wird als eigenständige Art innerhalb der Spitzmausmaulwürfe (Uropsilus) eingeordnet. Diese besteht gegenwärtig aus etwa einem Dutzend Vertretern. Genetische Analysen verweisen aber darauf, dass die Anzahl möglicherweise gut doppelt so hoch anzusetzen ist, was durch die Aufdeckung zahlreicher kryptischer Arten bedingt wird. Die Gattung gehört zur Familie der Maulwürfe (Talpidae) und bildet innerhalb dieser den einzigen rezenten Angehörigen der Unterfamilie der Uropsilinae. Die Uropsilinae können als relativ urtümliche Maulwürfe aufgefasst werden. Sie heben sich durch ein spitzmausartiges Erscheinungsbild hervor, dessen auffällige Kennzeichen ein langer Schwanz und sichtbare Ohren darstellen. Die seitlich verschmälerten Krallen sind wenig für grabende Tätigkeiten geeignet, weswegen die Tiere weitgehend oberirdisch leben. Einst war die Gruppe weit über Eurasien verbreitet, heute ist ihr Vorkommen auf kleine, überwiegend gebirgige Refugien im östlichen und südöstlichen Asien beschränkt. Sowohl die Gattung als auch die Unterfamilie sind insgesamt kaum erforscht, was neben der Lebensweise auch die Artenvielfalt sowie die systematische Untergliederung betrifft. Für letzteres wurden forschungsgeschichtlich wenigstens drei unterschiedliche Gattungen etabliert, die sich anhand der Zahnanzahl gegenseitig abtrennten (Uropsilus mit 34 sowie Nasillus und Rhynchonax mit je 38 Zähnen in unterschiedlicher Anordnung). Molekulargenetischen Untersuchungen zufolge spalteten sich die Spitzmausmaulwürfelwürfe bereits im Mittleren Eozän vor rund 47 Millionen Jahren von den anderen Linien der Maulwürfe ab. Eine stärkere Diversifizierung der Gattung selbst setzte aber erst im Übergang vom Miozän zum Pliozän vor etwa 6,8 Millionen Jahren ein. Genetisch bildet der Chinesische Spitzmausmaulwurf die Schwesterart einer Klade, welche den Schwarzrücken-Spitzmausmaulwurf (Uropsilus atronates) und Uropsilus fansipanensis einschließt. Etwas weiter außerhalb stehen Uropsilus huanggangensis, der Dabieshan-Spitzmausmaulwurf (Uropsilus dabieshanensis) und der Sichuan-Spitzmausmaulwurf (Uropsilus soricipes). Die ursprünglich sehr weit gefasste Art schließt aber zahlreiche kryptische Formen ein.

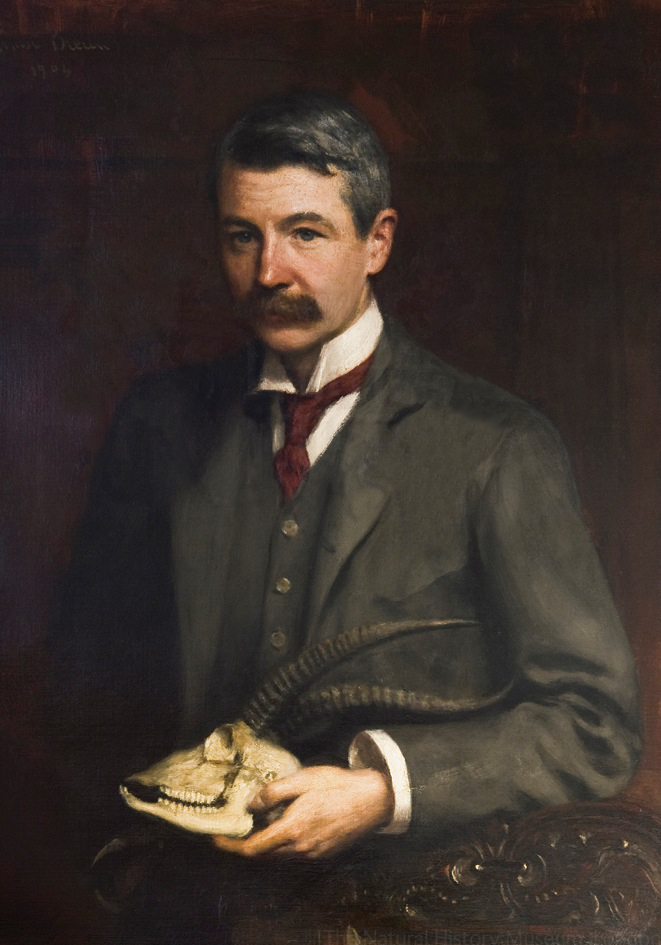
Oldfield Thomas

Die wissenschaftliche Erstbeschreibung des Chinesischen Spitzmausmaulwurfs geht auf Oldfield Thomas aus dem Jahr 1911 zurück. Hierbei handelt es sich aber nur um eine kurze Erwähnung der neuen Art. Eine genauere Vorstellung erfolgte erst im Jahr darauf. Die neue Form begründet sich auf einem einzelnen weiblichen Individuum, das dem Holotyp entspricht. Es wurde vom Forschungsreisenden Malcolm Playfair Anderson während seiner Expedition durch Ostasien im Auftrag des Duke of Bedford und der Zoological Society of London gesammelt und Thomas zur Verfügung gestellt. Als Herkunftsort wird der zentralchinesische Gebirgszug des Jinfoshan bei Nanchuan in der Umgebung von Chongqing genannt mit einer Höhenangabe von rund 1219 m. Es handelt sich um die Typuslokalität des Chinesischen Spitzmausmaulwurfs. Thomas fiel die geringe Größe des Weibchens im Vergleich zu anderen Spitzmausmaulwürfen auf, worauf das Artepitheton gracilis verweist (von lateinisch gracil für „schlank“). Als vollständige Artbezeichnung wählte Thomas Nasillus gracilis. Mit der von ihm neu geschaffenen Gattung Nasillus setzte er den Chinesischen Spitzmausmaulwurf von anderen Spitzmausmaulwürfen der Gattung Uropsilus ab (gleichzeitig hatte er mit Rhynchonax noch eine weitere Gattung etabliert). Als Unterscheidungsmerkmal führte Thomas die Anzahl der Zähne an, die bei Nasillus höher ist als bei Uropsilus. Zehn Jahre später erweiterte er die Gattung Nasillus und stellte dem Chinesischen Spitzmausmaulwurf noch den ebenfalls von ihm beschriebenen Yunnan-Spitzmausmaulwurf (Uropsilus investigator) zur Seite.
Thomas’ Schritt der Aufteilung der Spitzmausmaulwürfe auf mehrere Gattungen wurde in der Folgezeit von einigen Autoren übernommen, etwa unter anderem von Glover Morrill Allen im Jahr 1938. Nur ein Jahr zuvor hatte Wilfred Hudson Osgood in einer kurzen Revision den Schwarzrücken-Spitzmausmaulwurf und den Yulong-Spitzmausmaulwurf (Uropsilus nivatus) aufgrund ähnlicher Gebissmerkmale dem Chinesischen Spitzmausmaulwurf innerhalb von Nasillus als Unterarten zugeschrieben. In der zweiten Hälfte des 20. Jahrhunderts wurde die generische Aufteilung der Spitzmausmaulwürfe jedoch weitgehend wieder aufgehoben. John Reeves Ellerman und Terence Charles Stuart Morrison-Scott vereinten in den 1950er und 1960er Jahren alle damals bekannten Arten unter dem Sichuan-Spitzmausmaulwurf (Uropsilus soricipes), wodurch der Chinesische Spitzmausmaulwurf lediglich eine Unterart repräsentierte. In einer umfänglichen Revision nahm dies jedoch Robert S. Hoffmann im Jahr 1984 zurück. Er erkannte den Chinesischen Spitzmausmaulwurf als eigenständig an, wies ihm aber den Yunnan-, Yulong-, und Schwarzrücken-Spitzmausmaulwurf als Unterarten zu. Dass Vorgehen vergrößerte nicht nur die räumliche Verbreitung, sondern auch die innerartliche Variabilität des Chinesischen Spitzmausmaulwurfs erheblich. Einigen chinesische Wissenschaftlern zweifelten zumindest die Zugehörigkeit des Yunnan-Spitzmausmaulwurfs an und begründeten das mit einzelnen Merkmalsunterschieden. Dem trug das im Jahr 2005 erschienene Standardwerk Mammal Species of the World Rechnung, indem sowohl der Chinesische als auch der Yunnan-Spitzmausmaulwurf eigenständig gelistet, ersterem aber der Schwarzrücken- und der Yulong-Spitzmausmaulwurf als Synonymformen zugesprochen wurden.
Seit den 2010er Jahren erfolgten mehrere genetische Studien an den Spitzmausmaulwürfen. Sie erbrachten die Erkenntnis, dass der Schwarzrücken- und der Yulong-Spitzmausmaulwurf weniger eng mit dem Chinesischen Spitzmausmaulwurf verwandt sind als angenommen. Sie gelten seitdem als eigenständige Formen, was unter anderem auch der im Jahr 2018 veröffentlichte achte Band des Standardwerkes Handbook of the Mammals of the World berücksichtigte. Das Verbreitungsgebiet des Chinesischen Spitzmausmaulwurfs begrenzte sich schlussfolgernd daraus weitgehend auf das zentrale und südwestliche China. Darüber hinaus wurden allerdings auch zahlreiche kryptische Arten innerhalb des Chinesischen Spitzmausmaulwurfs aufgedeckt. So lässt sich unter anderem die Population aus dem Wu Shan bei Chongqing abtrennen, die provisorisch als „Uropsilus wulingensis“ bezeichnet wird. Eine weitere wohl abgetrennte Gruppe findet sich im nordwestlichen Teil der Provinz Yunnan und erhielt den vorläufigen Artnamen „Uropsilus binchuanensis“, während eine weitere aus dem südzentralen Yunnan am Ailao Shan mit „Uropsilus jingdongensis“  benannt wird. Zu letzterer gehört auch eine Gruppe vom weiter westlich gelegenen Wuliang Shan, die ursprünglich dem Schwarzrücken-Spitzmausmaulwurf näher stand. Im nördlichen Sichuan am Jiajin Shan konnte mit „Uropsilus rubustus“ eine zusätzliche Population provisorisch abgetrennt werden (anfangs als „Uropsilus sp. 1“ bezeichnet). Zwei noch unbenannte Formen wiederum finden sich einerseits am Fluss Minjiang im zentralen Sichuan und im Daba Shan im Westen von Hubei. Letztere wurde im Jahr 2025 als Uropsilus funiushanensis offiziell in den Artstatus gehoben.

## Bedrohung und Schutz
Der Chinesische Spitzmausmaulwurf wird von der IUCN in der Kategorie „nicht gefährdet“ (least concern) geführt. Als Begründung gibt die Naturschutzorganisation die vergleichsweise weite Verbreitung, die angenommen hohen Bestände sowie den nur geringen Rückgang der Populationen an. Größere Risiken sind nicht bekannt, durch die potenzielle Bevorzugung von Waldgebieten könnte die Art jedoch zumindest in den tieferen Berglagen durch Waldrodungen, Holzeinschlag und die Ausweitung menschlicher Siedlungsflächen bedroht sein. Ob die Tiere sich an Veränderungen des Lebensraumes anpassen kann oder eine strikte Lebensraumbindung aufweist, ist allerdings nicht bekannt. Höchstwahrscheinlich ist der Chinesische Spitzmausmaulwurf aufgrund seines größeren Verbreitungsgebietes in mehreren Naturschutzgebieten präsent. Zur weiteren Beurteilung sind Forschungen zur Taxonomie, zum tatsächlichen Vorkommen, zur Häufigkeit und zu den ökologischen Bedürfnissen der Tiere notwendig.